# Davainea proglottina
Davainea proglottina är en plattmaskart som först beskrevs av Davaine 1860.  Davainea proglottina ingår i släktet Davainea och familjen Davaineidae. Inga underarter finns listade i Catalogue of Life.